# Harry Schmidt-Schaller
Harry Schmidt-Schaller (* 1913 in Weimar; † 1988 ebenda) war ein deutscher Gebrauchsgrafiker, Grafiker und Maler.

## Familiäres
Harry Schmidt-Schaller war ein Sohn des Malers und Grafikers Erich Otto Schmidt-Schaller, ein Onkel des Schauspielers Andreas Schmidt-Schaller und Großonkel der Schauspielerin Petra Schmidt-Schaller.

## Leben und Werk
Schmidt-Schaller war durch seinen Vater in Weimar schon als Kind mit Kindern von Bauhaus-Meistern und dann mit den Bauhaus-Studenten Ilse Bienert (1894–1975), Hans Joachim Breustedt, Karl Peter Röhl und Joost Schmidt befreundet. Diese Nähe zum Bauhaus sollte sein späteres künstlerisches Schaffen prägen. 
Schmidt-Schaller machte 1934 in Weimar das Abitur und begann an der Universität Jena ein Medizinstudium, das er aber aus finanziellen Gründen abbrechen musste. Von 1936 bis 1938 besuchte er bei Franz Markau die Klasse für Wandmalerei der Kunstgewerbeschule Erfurt. Er gehörte u. a. zum Freundeskreis des Schriftstellers Harry Scheibe.
Als er voller Entsetzen sehen musste, wie seine jüdischen Freunde von den Nazis deportiert wurden, erlitt Schmitt-Schaller einen Nervenzusammenbruch. Wegen der heftigen Symptome wurde er für „verrückt“ erklärt. Er kam in eine Heilanstalt und wurde zwangssterilisiert. Anfang 1943 sollte er als „Ballastexistenz“ in die Heil- und Pflegeanstalt Bernburg kommen, in der in großem Umfang Euthanasiemorde begangen wurden. Auf dem Weimarer Bahnhof erkannte ihn ein Schulfreund, der bei der SS war, und holte ihn aus dem Transport heraus, was Schmidt-Schaller das Leben gerettet haben dürfte.
Nach dem Ende des NS-Staats war Schmidt-Schaller ab 1945 in Weimar als freischaffender Künstler tätig. Er trat der KPD und dann der SED bei und beteiligte sich engagiert am gesellschaftlichen Neuaufbau. Er war einer der Gründer der Gewerkschaft für Kunst, Schrifttum und freie Berufe in Weimar, die später im Verband Bildender Künstler der DDR (VBK) aufging. Er gehörte der kurzlebigen losen Weimarer Künstlergruppe Ackerwand an, zu der u. a. auch sein Freund Eberhard Steneberg (1914–1996), Christof Grüger, Martin Pohle und Konrad Weichberger gehörten und beteiligte sich an Ausstellungen.
1947 ging Steneberg in die Französische Besatzungszone. Schmidt-Schaller lehnte dessen wiederholte Aufforderung ab, ihm zu folgen. Er sagte dazu später, dass er nicht in einem Land leben wollte, in dem noch dieselben Richter urteilen, die seine Sterilisation veranlasst hatten. Steneberg und Schmidt-Schaller blieben jedoch in freundschaftlichem Kontakt, und Schmidt-Schaller schickte Steneberg Entwürfe für Teppiche, Fußbodenbeläge und Tapeten. Die verkaufte dieser an Industrieunternehmen. Er ließ Schmidt-Schaller den Erlös zukommen, den dieser in jener schweren Zeit gut brauchen konnte.
Wegen seiner modernistischen Werke, die nicht dem Sozialistischen Realismus sowjetischer Prägung entsprachen, wurde Schmidt-Schaller ab 1950 des Formalismus geziehen. Er wurde ausgegrenzt, aus der SED und 1954 aus dem VBK ausgeschlossen und war gezwungen, andere berufliche Tätigkeiten auszuüben. Anfangs erhielt er noch einige gebrauchsgrafische Aufträge von der DEWAG und der Deutschen Reichsbahn und für Plakate und Transparente von Dienststellen der Sowjetarmee. Von 1953 bis 1963 arbeitete er in Weimar als Zeichner und Detailkonstrukteur im Atelier für Theaterbau von Kurt Hemmerling. Danach war er Gütekontrolleur im VEB Elektroinstallation Oberweimar.
Neben seiner beruflichen Arbeit betätigte er sich weiter künstlerisch. Er geriet in der DDR aber in Vergessenheit.
2006 schenkte die Familie Schmidt-Schallers der Klassik Stiftung Weimar Handzeichnungen, Druckgrafiken und Designentwürfe Schmidt-Schallers. Darunter befinden sich „mehrere Wandbildentwürfe für das Deutsche Nationaltheater Weimar aus dem Jahr 1947 sowie abstrakte Zeichnungen und Drachenentwürfe, die im Bauhaus-Kontext in den Jahren 1925 und 1926 entstanden sind.“

## Werkbeispiel
- Komposition (1946, Öl, 90 × 69,5 cm; Kunstsammlung Gera in der Orangerie (Gera), Inv. GM 1409)[4]

## Ausstellungen (unvollständig)

### Einzelausstellungen
- 1979: Karl-Marx-Stadt, Galerie Oben

#### Postum
- 1995: Gera, Otto-Dix-Haus
- 2006: Weimar, Haus am Horn und Stadtbücherei („Harry Schmidt-Schaller. Aufbruch in Weimar – Wege der Abstraktion 1945-1956“)[5]
- 2013: Weimar, Galerie Profil und Stadtbücherei[6]

### Postume Gruppenausstellung
- 2009: Gera, Orangerie („Begegnung Bauhaus. Kurt Schmidt und Künstler der Avantgarde von Kandinsky bis Vasarely“)

## Weblink
- Harry Schmidt-Schaller - Kunst in der DDR / Künstler